# Kozłowiecki Park Krajobrazowy
Kozłowiecki Park Krajobrazowy – park krajobrazowy utworzony w roku 1990 i położony na morenowej Wysoczyźnie Lubartowskiej (województwo lubelskie).
Powierzchnia parku: 61,21 km²
Powierzchnia otuliny: 74,32 km²
Zalesienie: ok. 90%
Wysokość: do 200 m n.p.m.
Obszar chroniony ma charakter typowo leśny i obejmuje część Lasów Kozłowieckich, wśród których dominują bory świeże i wilgotne oraz bory bagienne. Skład gatunkowy lasów zbliżony jest do naturalnego, z dużym udziałem drzewostanów starych. Zamieszkują je gatunki zwierzyny płowej oraz ptaki. Nazwa parku pochodzi od wsi Kozłówka. Park ten został utworzony w celu ochrony największego w pobliżu Lublina kompleksu leśnego posiadającego szereg elementów przyrodniczych zbliżonych do krajobrazu naturalnego.
W rejonie Kozłowieckiego Parku Krajobrazowego istnieje rezerwat przyrody Kozie Góry. Postulowany jest też rezerwat Wielosił.